# Psychiatrická nemocnice

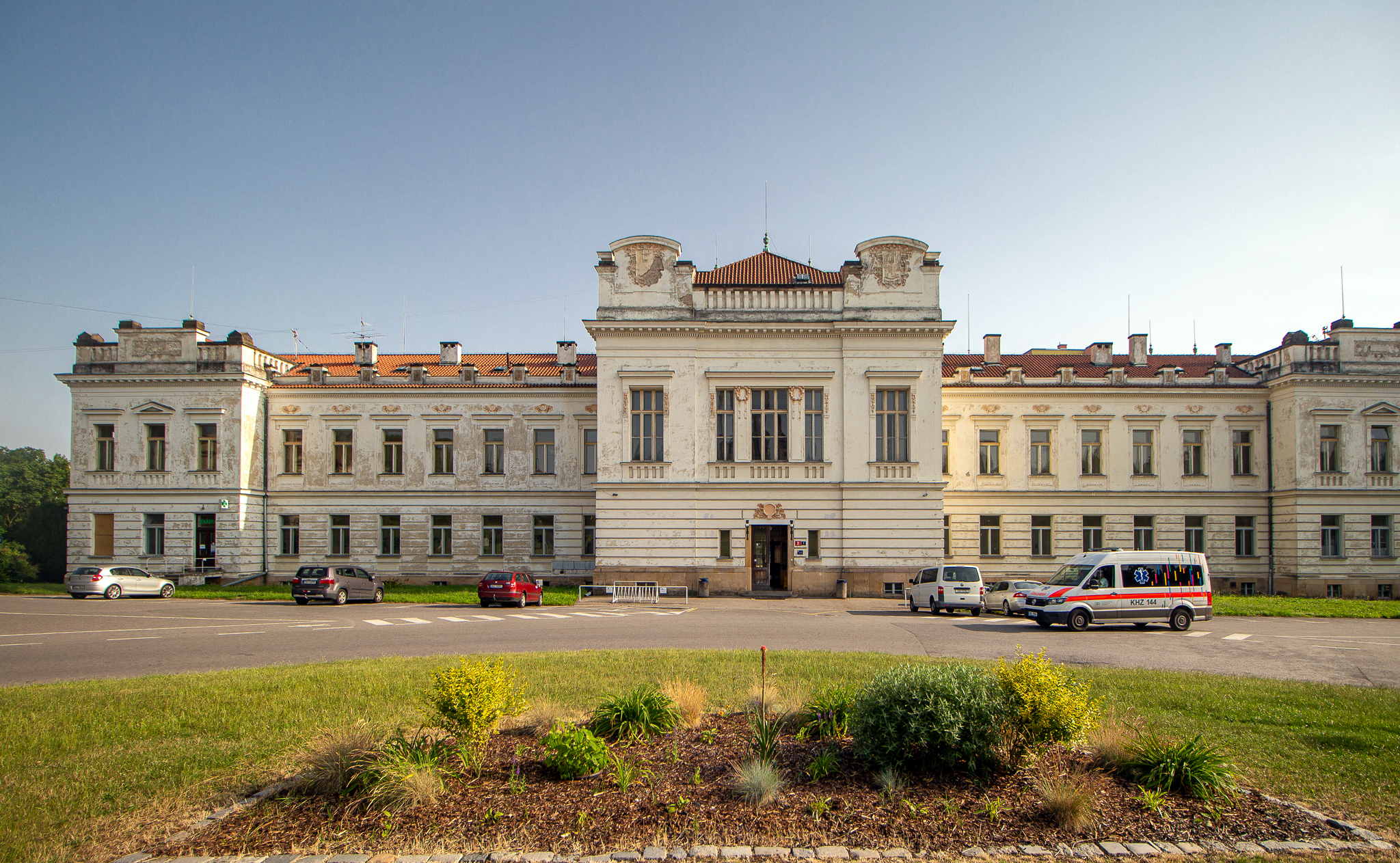
Psychiatrická léčebna v pražských Bohnicích

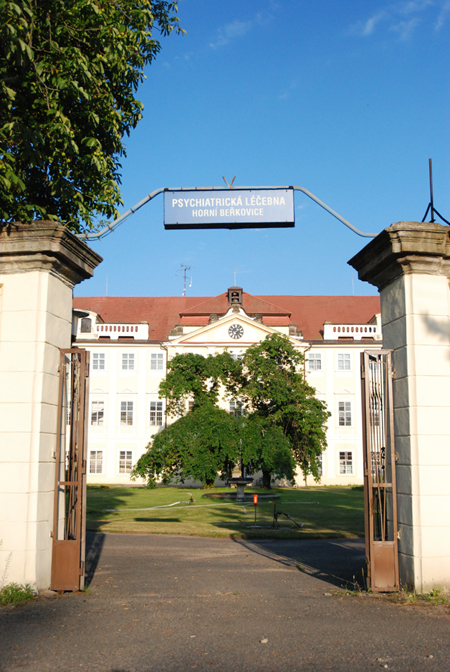
Psychiatrická léčebna v Horních Beřkovicích

Psychiatrická nemocnice (též psychiatrická léčebna) je lékařské zařízení se specializací na léčbu závažných duševních onemocnění a toxikomanických závislostí hospitalizovaných pacientů obvykle na relativně dlouhou dobu. Tradice psychiatrických nemocnic v Evropě vznikla v roce 1784, kdy byla postavena vídeňská léčebna – věž Narrenturm.

## Charakteristika
Psychiatrické nemocnice se mohou velmi lišit v metodice a postupu při léčbě. Některé se mohou specializovat pouze pro léčbu v krátkodobém horizontu, nebo jen ambulantní léčbu u méně vážných duševních poruch. Jiné se mohou specializovat na dočasnou nebo trvalou péči o pacienty, kteří v důsledku psychické poruchy vyžadují neustálý dohled, ošetřování nebo specializované a kontrolované prostředí. Pacienti jsou často přijati na základě dobrovolnosti, ale jednotlivec může být do nemocnice umístěn i na základě soudního rozhodnutí v případě, kdy může představovat značné nebezpečí pro sebe nebo své okolí.
Totalitní režimy někdy do psychiatrických nemocnic umisťují („uklízejí“) režimu nepohodlné osoby – v českých zemích bývá uváděn případ rolníka Augustina Navrátila.[zdroj⁠?!]
V hovorové češtině má psychiatrická nemocnice řadu označení, mezi něž patří blázinec, pakárna, šaškec, psychina, cvokárna či cvokhaus.

## Psychiatrické nemocnice v České republice
Do roku 2013 se v ČR používalo označení „psychiatrická léčebna“, které tehdy bylo nahrazeno termínem „psychiatrická nemocnice“.
- Praha – Praha-Bohnice (zřízena 1904)
- Praha – Ústav pro choromyslné u svaté Kateřiny (zřízen 1822, zrušen 1826)
- střední Čechy – Kosmonosy (zřízena 1869) s dislokovaným pracovištěm v Sadské
- jižní Čechy – Lnáře (zřízena 1965)
- západní Čechy – Dobřany (zřízena 1880)
- severní Čechy – Horní Beřkovice (zřízena 1891), Petrohrad (zřízena 1952)
- východní Čechy – Havlíčkův Brod (zřízena 1928)
- jižní Morava – Brno-Černovice (zřízena 1863)
- západní Morava - Jihlava (zřízena 1902)

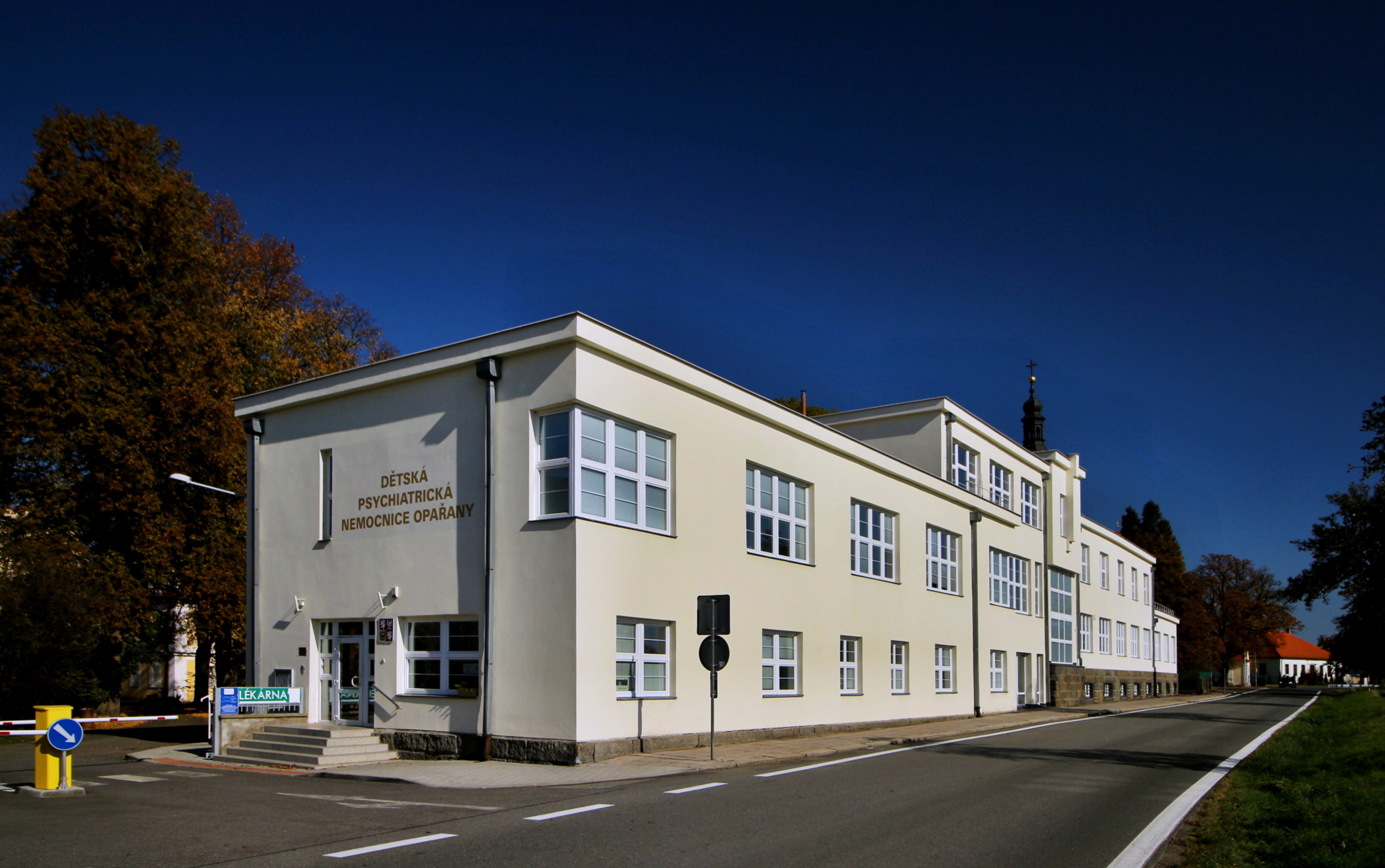
Dětská psychiatrická nemocnice na zámku v Opařanech (bývalý jezuitský klášter)

- střední Morava a slezský okres Jeseník – Šternberk (zřízena 1892)
- východní Morava - Kroměříž (zřízena 1909)

- severní Morava a Slezsko – Opava (zřízena 1889), Ostrava-Poruba

dětské psychiatrické nemocnice:
- Opařany (zřízena 1889, pro děti od 1924)
- Louny (zřízena 1961)
- Velká Bíteš (zřízena 1965)
- Liberec (Králův Háj, zřízena 1993)

protialkoholní léčebny:
- Bílá Voda (zřízena 1954)
- Červený Dvůr (zřízena 1966)

## Psychiatrické nemocnice na Slovensku
- Bratislava – Pezinok (zřízena 1924)
- západní Slovensko – Hronovce (zřízena 1951), Veľké Zálužie (zřízena 1957)
- střední Slovensko – Kremnica (zřízena 1959), Sučany (zřízena 1961)
- východní Slovensko – Plešivec (zřízena 1898), Michalovce

dětská psychiatrická nemocnice:
- Hraň (zřízena 1934)

protialkoholní a protidrogová léčebna:
- Predná Hora (zřízena 1973)